# Cowlitz megye
Cowlitz megye az Amerikai Egyesült Államokban, azon belül Washington államban található. Megyeszékhelye Kelso, legnagyobb városa Longwiew. Lakosainak száma 110 730 fő (2020. április 1.).

## Szomszédos megyék
- Lewis megye
- Clark megye
- Skamania megye
- Wahkiakum megye
- Columbia megye

## Népesség
A megye népességének változása:
| Lakosok száma | 102 399 | 102 339 | 101 827 | 101 860 | 103 468 | 110 730 |
|               | 2010    | 2011    | 2012    | 2013    | 2015    | 2020    |